# Elisabethhalle
L'Elisabethhalle est une piscine couverte municipale située au n°10 de la Elisabethstrasse, non loin de la cathédrale à Aix-la-Chapelle, en Allemagne.
D'architecture Jugendstil, le bâtiment a été édifié entre 1908 à 1911 sur des plans de l'architecte Joseph Laurent (de) pour un coût de 900 000 marks-or et inauguré le 17 juillet 1911. Il s'agit d'une des rares piscines construites dans ce style encore en activité aujourd'hui.

## Caractéristiques

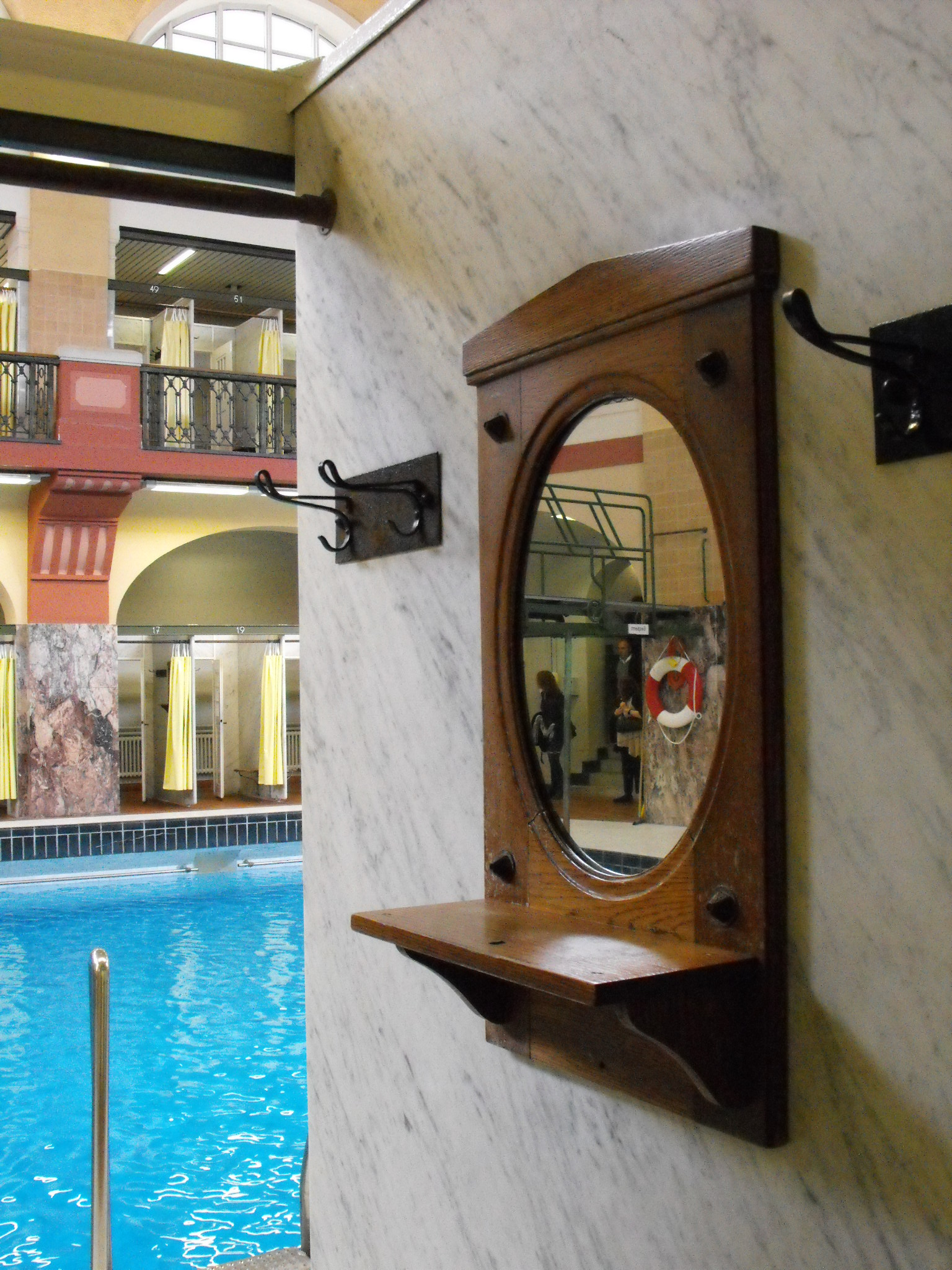
Cabine de vestiaires dans la Grande Salle.

Dans la zone d'entrée se trouve la fontaine Asclépios portant l'inscription : « Le pouvoir magique de la fontaine de jouvence n'est pas qu'une légende, le bain vous offre chaque jour une fraîcheur magique de jeunesse ». En raison de la séparation des sexes, pratique courante à l'époque, la piscine dispose de deux piscines couvertes. La petite salle avec une piscine de 17,5 m × 8 m (150 m²) était à l’origine réservée aux femmes : on y trouve la fontaine conçue par Fritz Klimsch avec le relief « Les femmes au bain » réalisé à la Manufacture royale de porcelaine de Berlin. La grande piscine dans la Grande Salle mesure 27.5 m × 12,5 m (340 m²) et est à l'origine réservée aux hommes. Elle est ornée d'une fontaine de Neptune, réalisée d'après un modèle du sculpteur Carl Burger (de). Dans les deux salles, les baigneurs ont accès à de spacieuses cabines individuelles pour se changer sur deux niveaux. L'Elisabethhalle, qui était à l'origine conçue comme un bain thermal, disposait également auparavant d'une douche et d'une baignoire, d'un bain de sudation romano-irlandais et d'un bain pour chiens.

## Histoire
De septembre 1911 à février 1912, l'exploitation des deux piscines doit être interrompue car l'été particulièrement chaud de 1911 avait provoqué une grave pénurie d'eau dans toute l'Allemagne. Après la Première Guerre mondiale, seules les deux piscines ainsi que la douche et la baignoire furent remises en service.
Pendant la Seconde Guerre mondiale, il existait un abri public anti-aérien dans le sous-sol de l'Elisabethhalle. Une fois les dégâts de guerre réparés, les activités de baignade purent reprendre dans la grande piscine en 1945 et dans la petite piscine en 1951. Pendant une courte période immédiatement après la guerre, en raison du manque de combustible, l'eau chaude était fournie par la Kaiserquelle via une conduite traversant l'Elisengarten. Cependant, le caractère corrosif de l’eau thermale sur les matériaux avait été sous-estimé et les dégâts causés ont dû être réparés par une rénovation approfondie de février 1975 à juin 1976, coûtant 2,5 millions de DM. Le service des baignoires a été utilisé jusque dans les années 1990. Les baignoires et les raccords en cuivre ont été en grande partie conservés jusqu'à ce jour.
L'Elisabethhalle est utilisée pour la natation scolaire, les sports de clubs et le grand public.

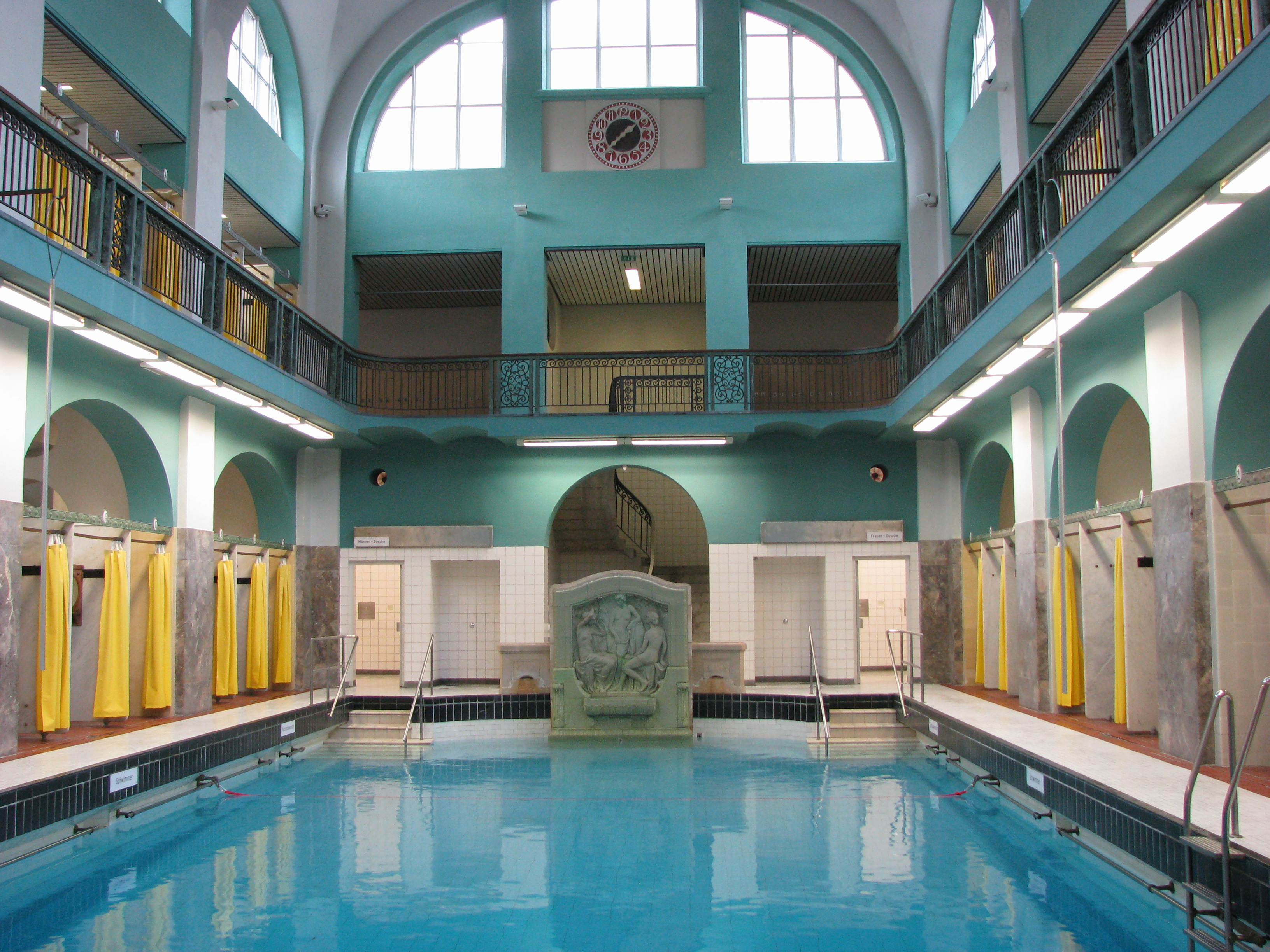
Petite Salle, anciennement réservée aux femmes.
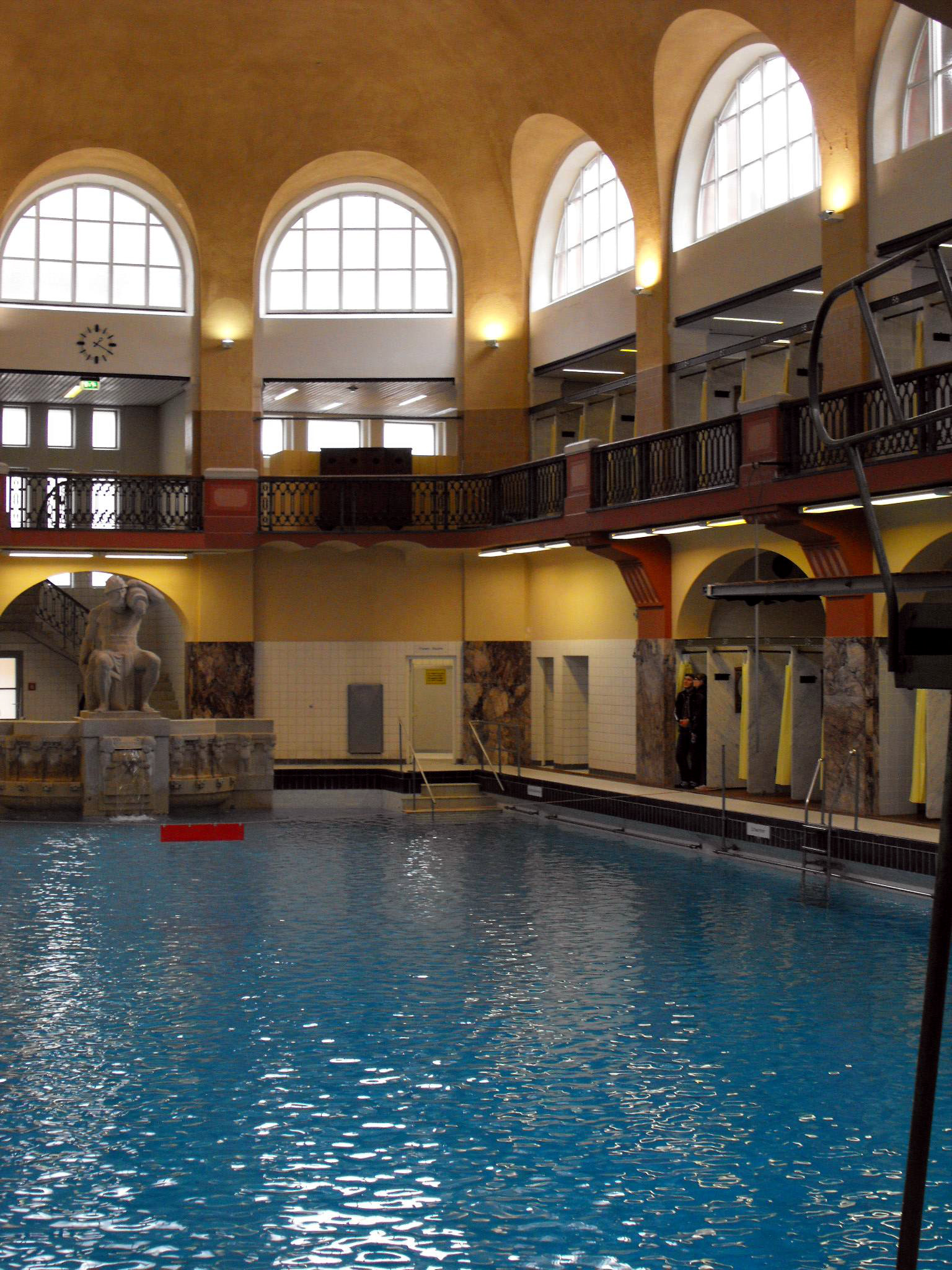
Grande Salle, anciennement réservée aux hommes.
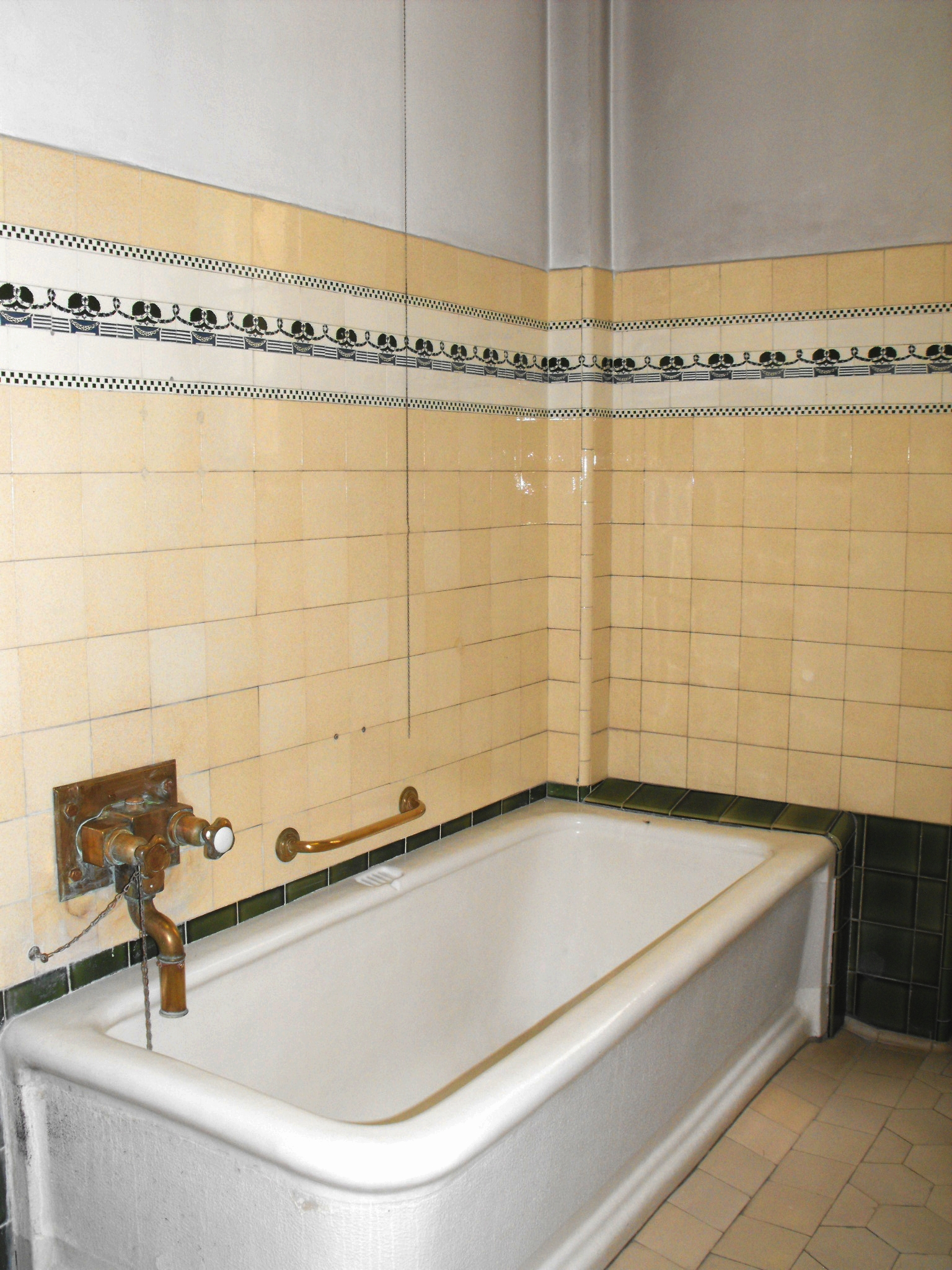
Une des baignoires de la salle Elisabeth.
Façade.
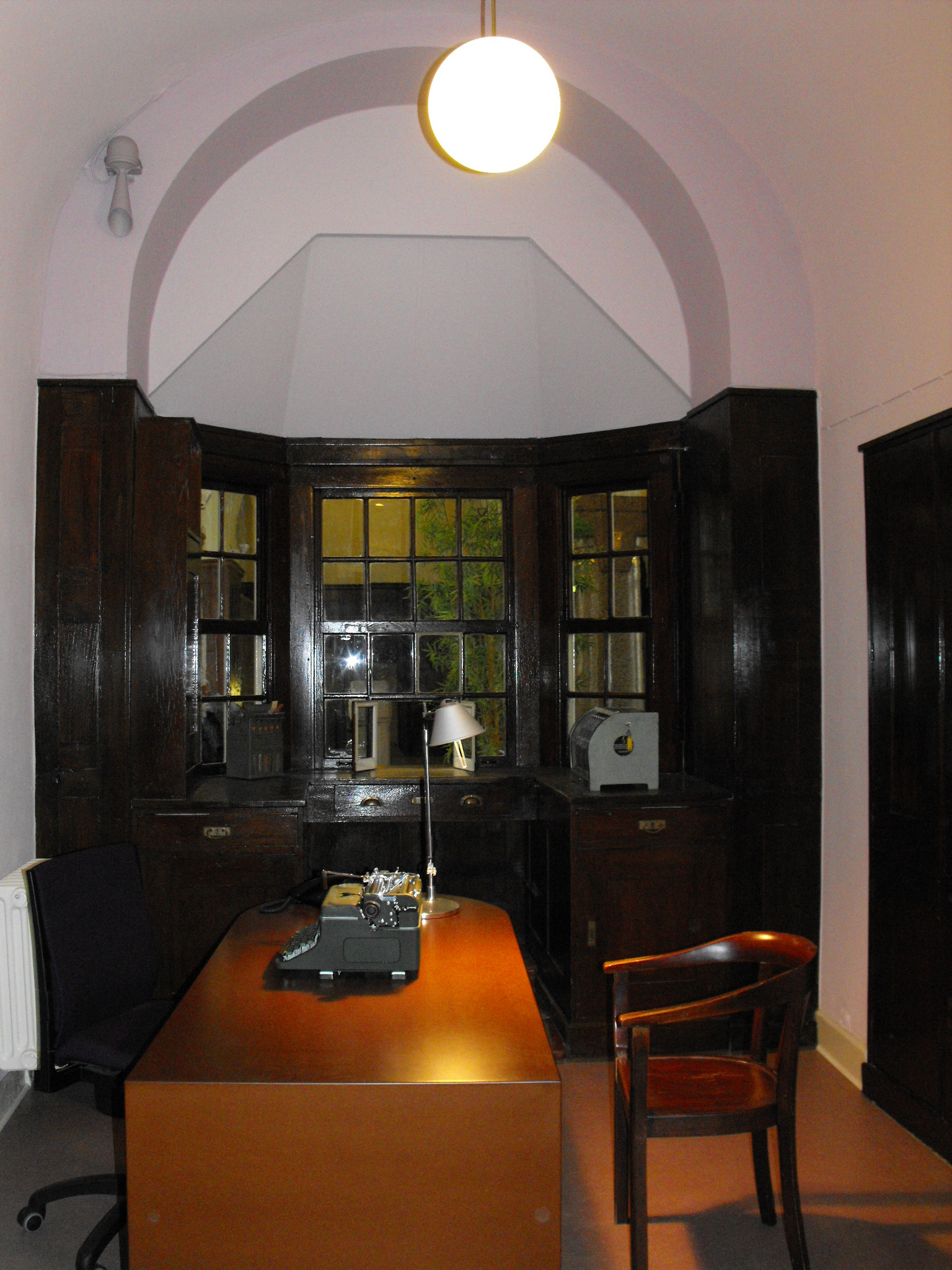
Caisse.
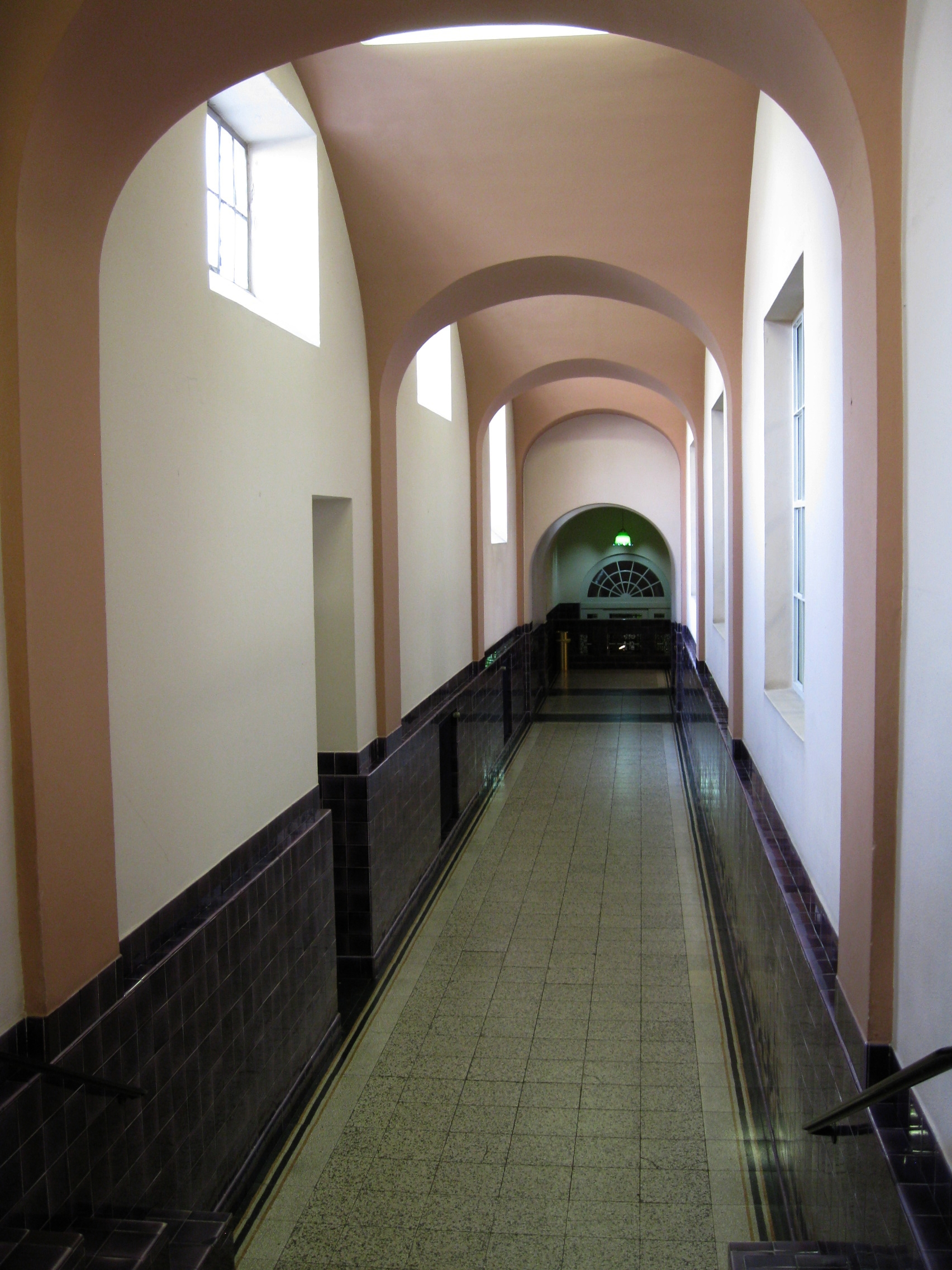
Couloir menant à la Grande Salle.
Vestiaires du grand bassin.
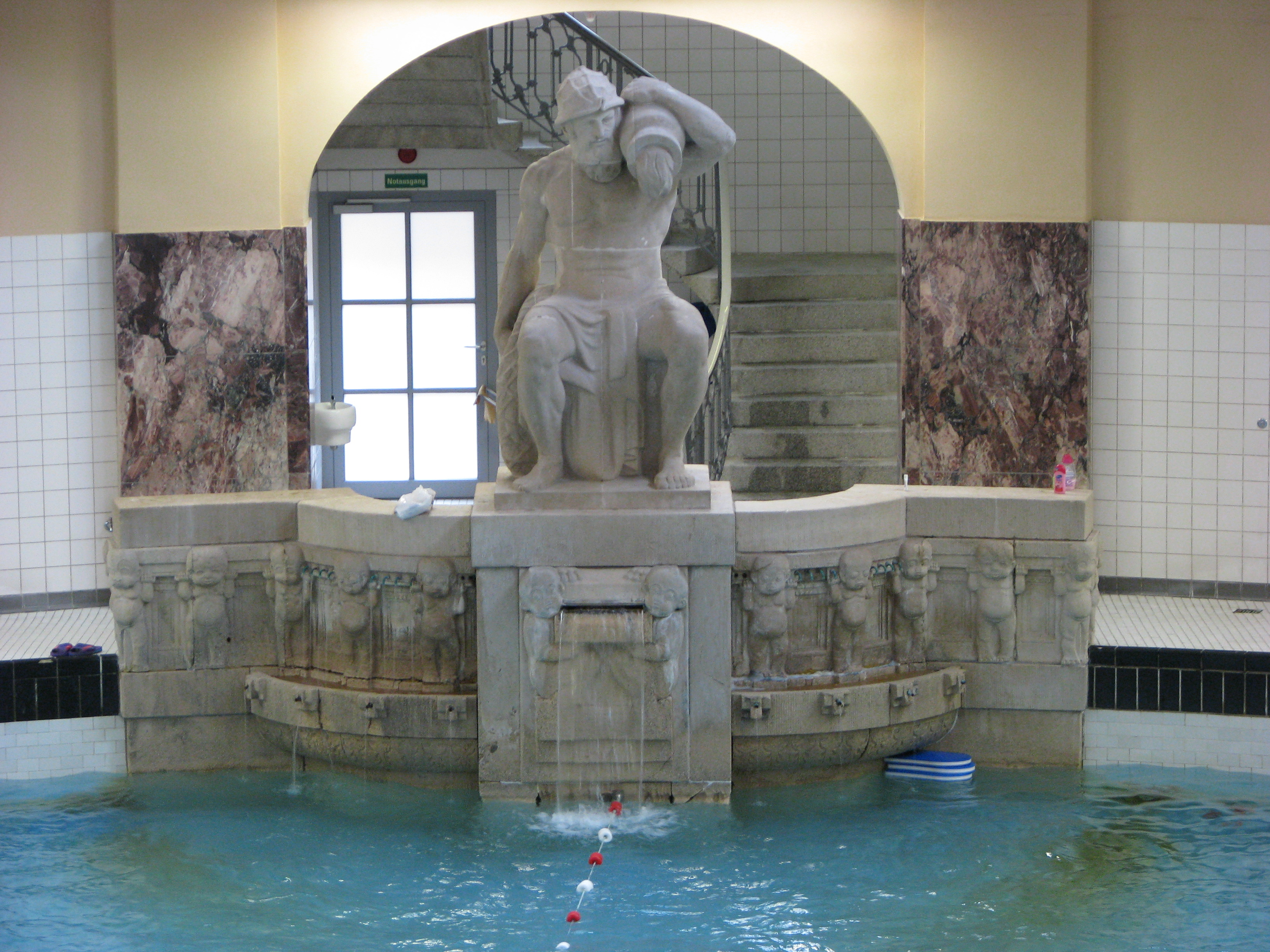
Fontaine de Neptune.
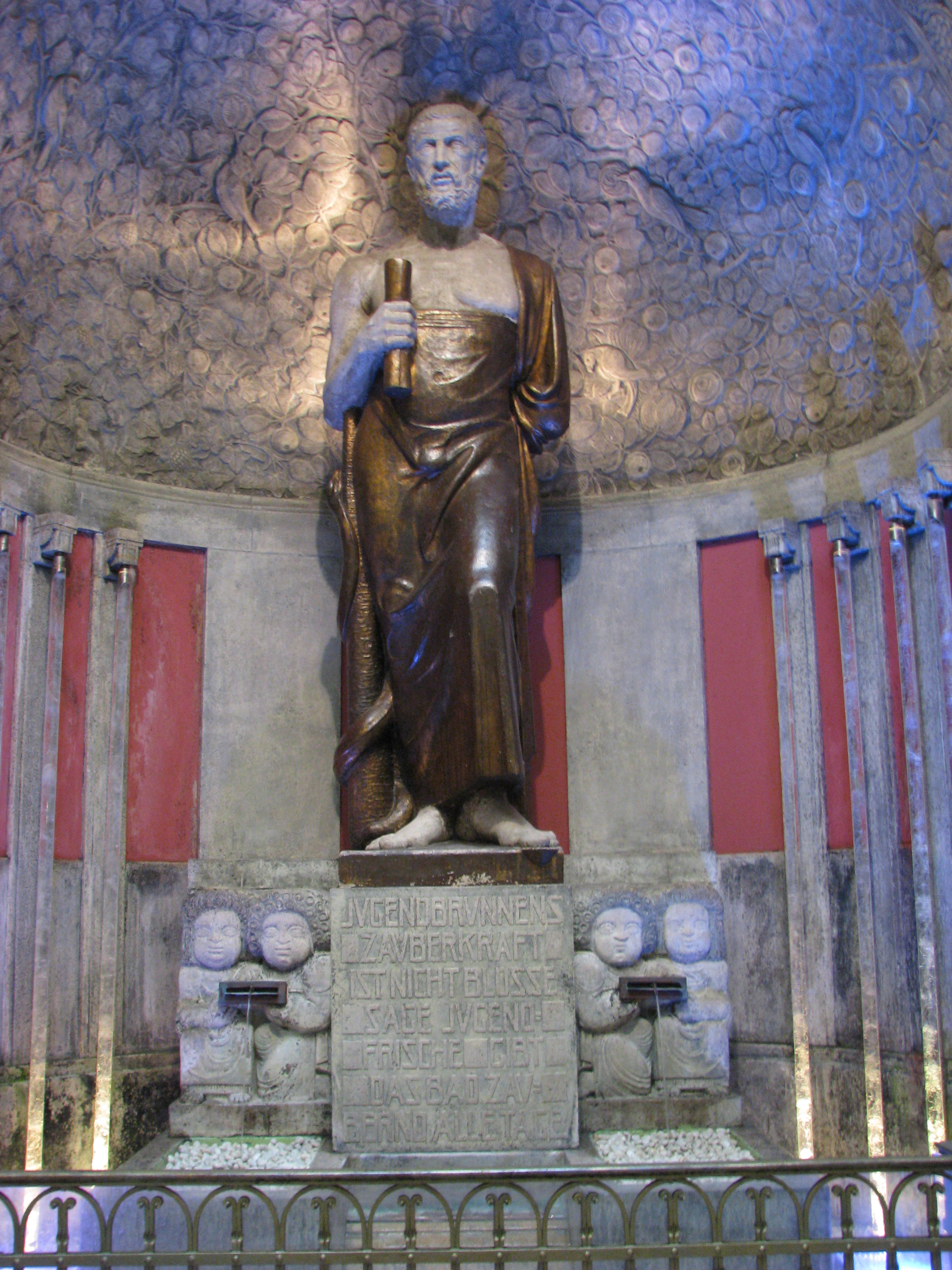
Fontaine d'Esculape.
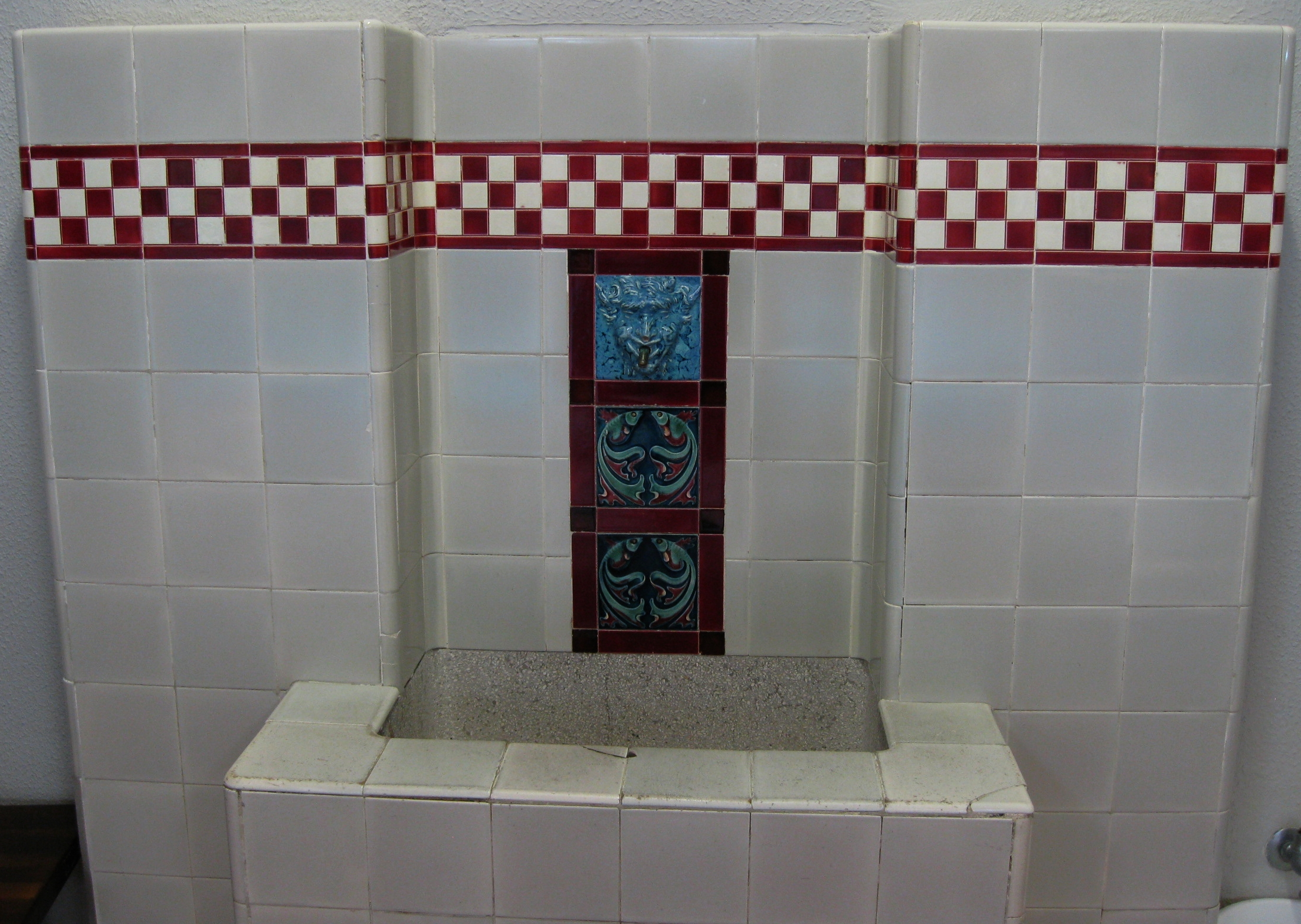
Ancienne fontaine d'eau potable de la Grande Salle.
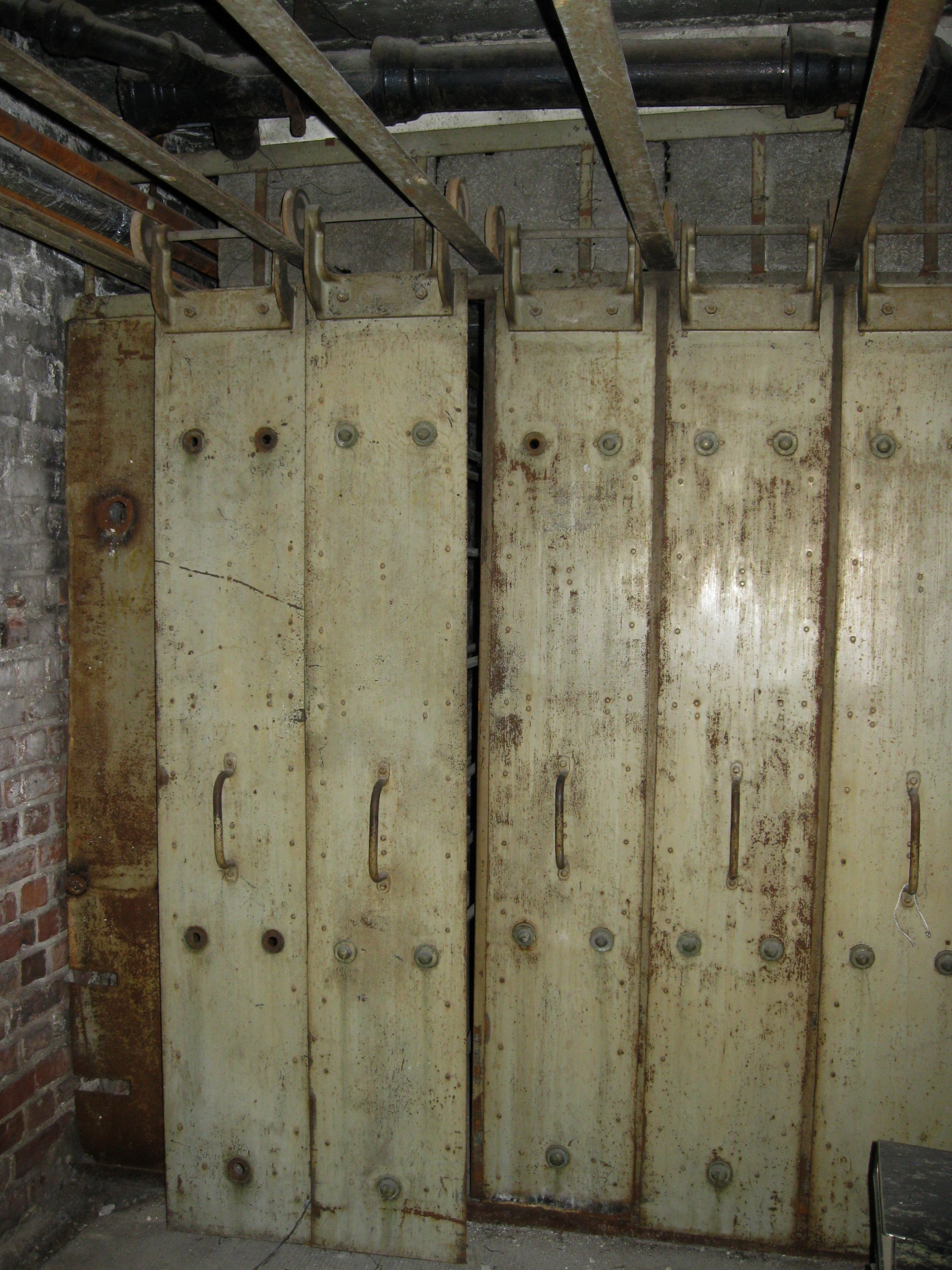
Sèche-linge ancien dans la cave.
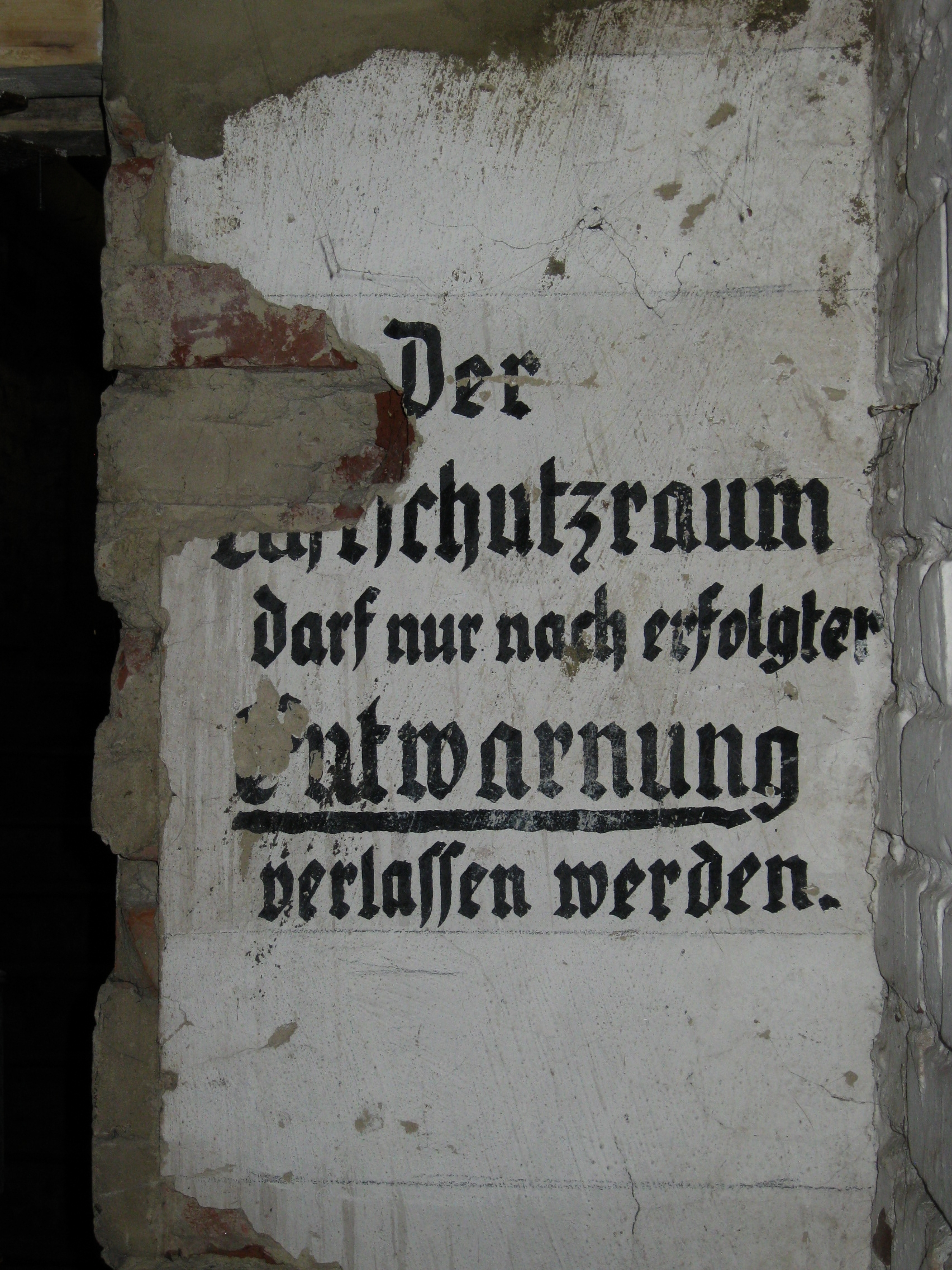
Abri anti-aérien : « L'abri ne doit être quitté qu'après la fin de l'alarme. »
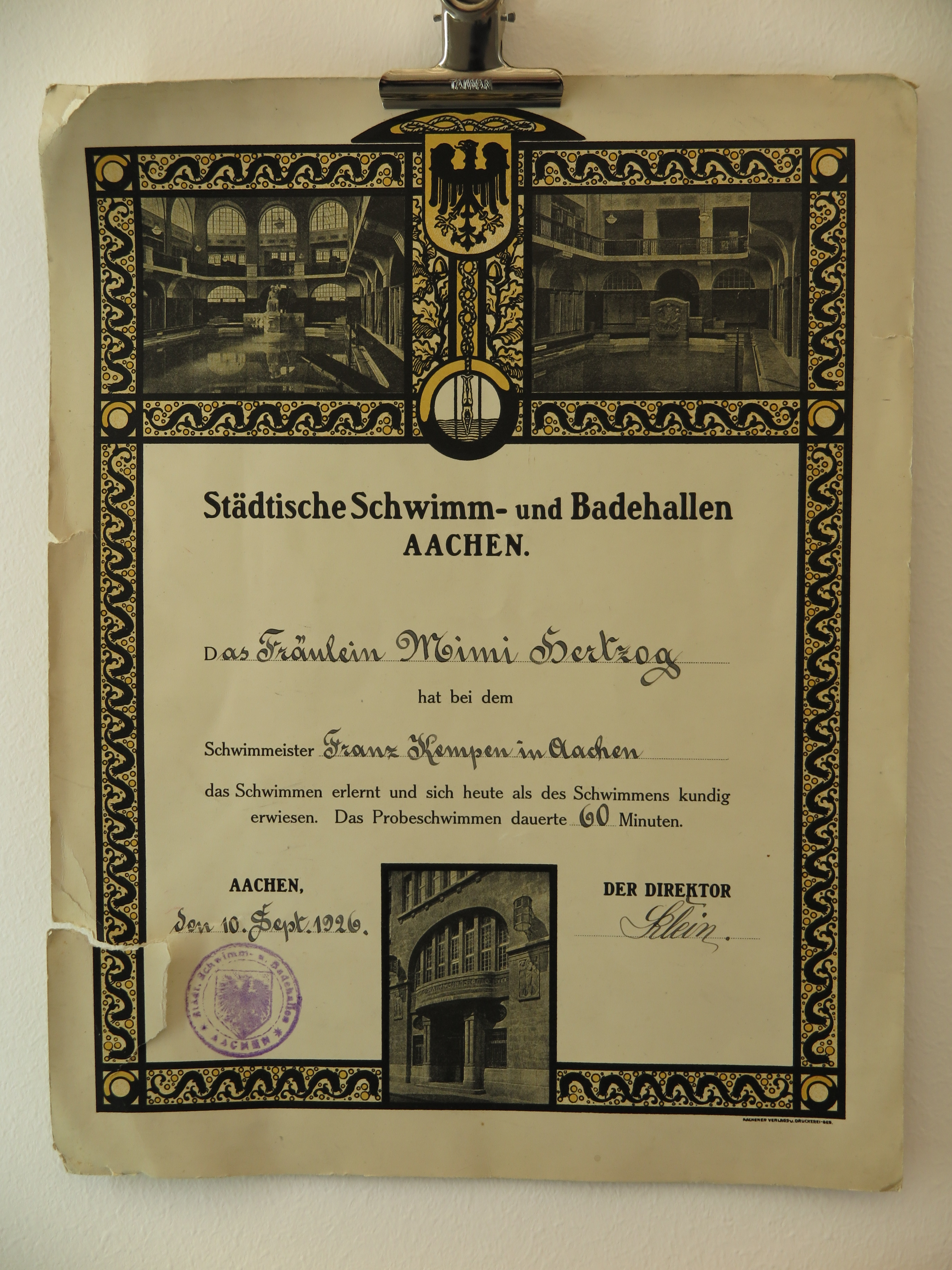
Certificat de natation décerné à Mademoiselle Mimi Hertzog en 1926 ; durée de l'épreuve : 60 minutes.